# F-84戰鬥機
共和F-84雷霆戰鬥機是一款噴射戰鬥轟炸機。F-84最初是1944年美國陸軍航空隊提出的“日間戰鬥機”計畫，於1946年首飛。但1948年一度因為美國空軍宣布其無法執行預定任務，並考慮取消該計劃。這架飛機一直到1949年F-84D型號才被認為設計成熟。1951年推出最終的F-84G，成為產量最多的F-84戰機型號。
雷霆噴射機在韓戰期間成為美國空軍的主要攻擊機，出動了86,408架次，摧毀了戰爭中60%的地面目標以及8架蘇聯製造的米格機。生產的7,524架F-84中有一半以上服務於北約國家，它也是第一架雷鳥表演隊飛行的飛機。

## 開發
1944年，共和航空的首席設計師亞歷山大·卡特維利開始研究以噴射發動機取代P-47戰鬥機的活塞發動機。由於P-47機身橫截面較大，最初嘗試重新設計P-47以適應噴氣發動機，但被證明是徒勞的。後來卡特維利和他的團隊設計了一種新飛機，機身更細長，機身後部裝有軸流壓縮機渦輪噴氣發動機，進氣口位於機身機頭，空氣管道從機頭延伸到發動機，佔據了機身大部分體積。燃料主要儲存在機翼中的油箱。
1944年9月11日，美軍發布了日間戰鬥機的作戰要求，其最高時速為600英里/小時（970公里/小時），作戰半徑為850英里（1,370公里），武器裝備為八挺12.7公釐或六挺15.2公釐機槍。此外，必須使用奇異公司的TG-180軸流渦輪噴射發動機，該發動機的編號為J35。然而，這些規格被過於雄心勃勃，後來的規格要求作戰半徑減少到705英里（1,135公里），武器減少到六挺.50口徑或四挺.60口徑機槍，以減少重量。226 US gal（188 imp gal；860 L）
1944年11月11日，共和公司收到了一份訂單，購買三架新型XP-84原型機—，共和公司稱為AP-23 型。由於要求比P-80提供更卓越的性能，並且共和航空在製造單座戰鬥機方面擁有豐富的經驗，因此該合約沒有競爭。選擇「Thunderjet」這個名稱是為了延續P-47的名稱，同時強調新的發動機。1945年1月4日，甚至在飛機首飛之前，美國空軍就追加訂購了25架服役測試YP-84A和75架生產P-84B（後來修改為15架YP-84A和85架P-84B）。
由於噴射發動機的交付和XP-84A的生產出現延誤，到1947年 P-84B 生產型飛機開始出廠時，P-84只進行了有限的飛行測試。後來證明這是有問題的。1947年美國空軍根據國家安全法案，「驅逐機」頭銜被「戰鬥機」取代，P-84也更名為F-84。

## 營運歷史
1948年美軍對F-84計畫的審查發現，F-84B和 F-84C都不能被視為能夠執行其預期任務。但由於 F-84D的生產正在進行，並且解決了大部分故障，因此該計劃免於被取消。與F-80的對比顯示，雖然F-80具有更短的起飛滑跑、更好的低空爬升率和卓越的機動性，但F-84可以攜帶更多的載重、速度更快、具有更好的高空性能和更大的作戰範圍。美國空軍於1949年投入800萬美元對所有F-84B和F-84C進行100多項升級，包含對機翼進行加固，使其達到與F-84D類似的標準。儘管進行了改進，F-84B和F-84C仍於1952退役
第一架徹底解決問題的型號是1950年投入使用的 F-84E。機翼後部延伸76毫米，以擴大駕駛艙和航電設備艙，配備AN/APG-30測距雷達的A-1B瞄準鏡，並提供一對額外的870公升的油箱安裝在翼下掛架上。後者將作戰半徑從850英里（1,370公里）增加到超過1,000英哩（1,600公里）。
最後一款平直翼F-84是F-84G，原本是作為後掠翼 F-84F服役之前的過渡型號，但為了組建北約而大量訂購。它在左翼引入了加油桿插座、自動駕駛儀、儀表著陸系統、具有5,560磅推力（24.73 kN）推力的J35-A-29發動機、獨特的框架座艙蓋，並且能夠攜帶單個Mark 7核彈。F-84G於1951年開始服役，儘管由於引擎短缺而導致交付速度放緩。生產一直持續到1953年7月，交付了3,025架F-84G，其中789架交付給美國空軍，2,236架作為美國軍事援助的一部分交付給美國盟友。F-84G於1960年中期從美國空軍退役。
後掠翼版本的F-84F是本機的最後改良型實際上可視作一款全新的機型，雖然早在1950年便試飛，並擁有可和F-86並駕齊驅的性能，但因為多處大幅改動而做成的不穩定問題，最後要更換新的J65發動機和使用自動調節水平尾翼，實際在韓戰結束後的1954年才服役。而因為其較長的航程擔任了F-86所不勝任的為重型轟炸機護航的任務，到七十年代才正式退役。

### 韓戰
1950年10月中共參戰後，美國第五航空隊派遣F-84到北韓。雖然F-84B和F-84C由於其J35發動機的使用壽命只有40小時而無法部署在海外，但此時已經有F-84D和F-84E服役，因此裝備有F-84E的第27戰鬥機護航大隊搭乘巴丹號航空母艦前往遠東，並於1950年11月30日抵達日本執行作戰任務。1951年1月21日，雷霆噴射機以兩架 F-84 為代價取得了第一次空對空勝利。F-84常被蘇聯米格-15戰鬥機擊敗，後者速度更快、機動性更強，米格防空任務很快就交給了F-86。F-84轉而發揮其擅長的對地攻擊。 “Bataan”号CVL-29 (2)透過從美國的增援以及取代戰區已有的F-80中隊，在韓國使用F-84的部隊數量逐漸增加。韓戰中F-84總共執行了 86,408次任務，共投擲了50,427公噸炸彈和5,560公噸的凝固汽油彈，並發射了22,154枚火箭彈。美國空軍聲稱F-84摧毀了所有地面目標的 60%。著名的F-84行動包括1952年對穗湖大壩的攻擊。戰爭期間，F-84成為美國空軍第一架使用空中加油的戰鬥機。在空戰中，F-84飛行員擊落了8架MiG-15。根據美國空軍1953財年統計摘要，韓戰期間損失了305架F-84，其中戰鬥任務損失249架，非戰鬥損失56架。

### 歐洲
默克林空戰-1953年3月10日發生了一起著名事件，當時兩架捷克MiG 15戰機攔截了兩架據稱從德國飛抵捷克斯洛伐克領空的美國空軍F-84E，並擊落了其中一架。飛機在邊境德國一側墜毀，飛行員成功彈射。

### 中華民國
中華民國空軍從1953年起從美國空軍接收剩餘的F-84G，前後接收了246架，撥交給一大隊和四大隊。F-84雖然在韓戰中不是米格15的對手，但國軍飛官倚仗較好的技術抗衡米格機，其中一大隊劉景泉少校及葉李榮中尉合力擊落一架Mig15，四大隊歐陽漪棻中尉更是創下擊落擊傷各兩架敵機的紀錄。後來共軍引進米格15bis和米格17戰機才逐漸挽回一面倒的局勢，而國軍隨後將防空任務交給F-86戰機，而F-84戰機負責偵照和對地攻擊。直到1958年7月29日，第一大隊第3中隊的四架雷霆機在南澳上空被米格17圍攻，任祖謀中尉被擊落殉職、劉景泉少校將受損的飛機飛至澎湖海域後跳傘獲救，空軍才逐漸將雷霆機退出一線作戰。空軍在1960年代用F-86戰機和F-100戰機取代雷霆噴射機。

## 服役國
- 比利时

比利時空軍擁有21架F-84E和192架F-84G，從1951年4月開始交付。
- 丹麦

從1952年4月到1962年1月，丹麥空軍運作了240架F-84G和6架F-84E。
- 法國

法國空軍接收了大約140架F-84E和F-84G。
- 希腊

從1952年到1960年6月，希臘皇家空軍接收了大約200架F-84G。
- 伊朗

伊朗帝國空軍從1957年5月到1965年2月運作了 34 架共和國 F-84G 。
- 義大利

義大利空軍擁有254架F-84G。
- 荷蘭

荷蘭空軍擁有21架F-84E和179架F-84G。它們裝備了第306、311、312、313、314、315和316中隊。
- 挪威

1951年至1960年間，挪威空軍擁有6架F- 84E和200架共和國F-84G 。
- 葡萄牙

從1953年1月到1973年，葡萄牙空軍運作了125架F-84G。
- 中華民國

中華民國空軍從1953年到1964年使用246架F-84G。
- 泰國

泰國皇家空軍從1956年到1966年共使用了31架F-84G。
- 土耳其

土耳其空軍從1952年起運作了479架F-84G。
- 美国

美國空軍擁有226架F-84B、191架F-84C、154 架F-84D、743架F-84E和789架F-84G。

### 標註
1. ↑  Kinzey 1999，第4頁.
2. ↑  Willis 2008，第133頁.
3. 1 2  Willis 2008，第135頁.
4. ↑  Knaack 1978，第25–26頁.
5. ↑  Knaack 1978，第27頁.
6. ↑  Kinzey 1999，第6頁.
7. ↑  簡氏防務的[美軍戰機鑒賞指南]簡體版人民郵電出版社, isbn 9787715199119 p.370-371
8. ↑  Thompson 1982，第44頁.
9. ↑  Knaack 1978，第31頁.
10. ↑  Thompson 1982，第48頁.
11. ↑  O'Conner 2004.
12. ↑  The Times 1953.

### 書籍
- Anderson, C. E. "Bud". . Air Enthusiast. No. 17. December 1981 – March 1982: 74–80. ISSN 0143-5450.
- Bowers, Peter M.; Angelucci, Enzo. . Sparkford, UK: Haynes Publishing Group. 1987. ISBN 0-85429-635-2.
- Davis, Greg L. . Tinker Air Force Base. United States Air Force. 1 May 2017  [26 December 2022]. （原始内容存档于2024-12-11）.
- Davis, Larry; Menard, David. . Aircraft 61. Carrollton, Texas: Squadron/Signal Publications. 1983. ISBN 0897471474.
- Donald, David; Lake, Jon (编). . London, UK: AIRtime Publishing. 1996. ISBN 1-880588-24-2..
- Forrer, Frits T. . Gulf Breeze, Florida: Holland's Glory. 1992. ISBN 0-9714490-3-1.
- Francillon, René J. . London, UK: Putnam. 1979. ISBN 0-370-00050-1.
- Helferich, Willem. . Hilversum, Nederland: Romen Luchtvaart. 1994. ISBN 90-9006841-4.
- Higham, Robin; Siddall, Abigail T. (编). . Ames, Iowa: Iowa State University Press. 1975. ISBN 0-8138-0325-X.
- Jenkins, Dennis R.; Landis, Tony R. . North Branch, Minnesota: Specialty Press. 2008. ISBN 978-1-58007-111-6.
- Keaveney, K. . London: Aerofax. 1987. ISBN 0-942548-20-5.
- Kinzey, Bert. . Detail & Scale 59. Carrollton, Texas: Squadron/Signal Publications. 1999. ISBN 1-888974-12-5.
- Knaack, Marcelle Size.  (PDF). Washington, DC: Office of Air Force History. 1978  [21 December 2013]. ISBN 0-912799-59-5. （原始内容 (PDF)存档于3 March 2016）.
- Lednicer, David. . m-selig.ae.illinois.edu. 15 September 2010  [16 April 2019]. （原始内容存档于26 March 2019）.
- Lopes, Mario Canongia. . Air Enthusiast. No. Thirty-one. July–November 1986: 43–54. ISSN 0143-5450.
- McLaren, David. . Atglen, Pennsylvania: Schiffer Military/Aviation History. 1998. ISBN 0-7643-0444-5.
- Miller, Jay. . Air Enthusiast. No. 9. February–May 1979: 40–42. ISSN 0143-5450.
- O'Conner, Coilin. . Radio Prague International. 10 April 2004  [23 February 2023]. （原始内容存档于2024-12-04）.
- . Popular Mechanics. Vol. 96 no. 3. September 1951: 98  [2024-12-04]. （原始内容存档于2023-07-08）.
- . Popular Mechanics. Vol. 103 no. 3. March 1955: 108  [2024-12-04]. （原始内容存档于2023-07-08）.
- . Popular Science. Vol. 153 no. 2. August 1948: 92  [2024-12-04]. （原始内容存档于2023-07-08）.
- Ravenstein, Charles A. . Washington, DC: Office of Air Force History. 1984. ISBN 0-912799-12-9.
- Schrøder, Hans. Nielsen, Kay S. , 编. . Tøjhusmuseet. 1991. ISBN 87-89022-24-6.
- Stüwe, Botho. . Augsburg, Germany: Bechtermünz Verlag. 1999. ISBN 3-8289-0294-4 （German）.
- Swanborough, Gordon; Bowers, Peter. . Washington, DC: Smithsonian. 1989. ISBN 0-87474-880-1.
- . The Times (52568). 12 March 1953: 5.
- Thompson, Warren. . Air Enthusiast. No. Nineteen. August–November 1982: 44–57. ISSN 0143-5450.
- Thompson, Warren. . Wings of Fame. Vol. 2. 1996: 4–23. ISBN 1-874023-69-7. ISSN 1361-2034.
- United States Air Force Museum Guidebook. Wright-Patterson AFB, Ohio: Air Force Museum Foundation, 1975.
- (PDF) (报告). Washington DC: Director of Statistical Services, United States Air Force. 1953  [19 October 2022]. （原始内容存档 (PDF)于2022-05-17）.
- Wagner, Ray. . New York: Doubleday. 1982. ISBN 0-385-13120-8.
- Vokapić, Mirko.  [A tragedy that was not written about: 60 years ago a 'Thunderjet' crashed into Slavina]. www.24ur.com. 2023-07-23  [2023-07-26]. （原始内容存档于2025-01-18） （斯洛文尼亚语）.
- Wauthy, Jean-Luc; de Néve, Florimond. . Le Fana de l'Aviation. No. 315. February 1996: 44–47 （法语）.
- Willis, David. . International Air Power Review. Vol. 24. 2008: 132–165. ISSN 1473-9917.